# Austin North
Pour l’article homonyme, voir North.
Austin North est un acteur américain, né le 30 juillet 1996 à Cincinnati (Ohio). Il s'est connaître grâce à ses rôles de Logan Watson dans le sitcom C'est pas moi (2014-2015) et de Topper dans la série Outer Banks (depuis 2020).

## Biographie

### Jeunesse
Austin North naît à Cincinnati, en Ohio.

### Carrière
En 2011, Austin North commence sa carrière à la télévision, apparaissant dans les séries télévisées telles que Tatami Academy (Kickin' It), Hôpital général (General Hospital, 2012), Section Genius (A.N.T. Farm, 2012), See Dad Run (2013) et Jessie (2015).
En 2014, il tient le rôle principal, celui de Logan Watson, pour la série télévisée C'est pas moi (I Didn't Do It), diffusée sur Disney Channel, aux côtés d'Olivia Holt, Piper Curda, Peyton Clark et Sarah Gilman.
En mars 2019, il est choisi, avec Chase Stokes, Madelyn Cline, Madison Bailey, Jonathan Daviss, Rudy Pankow, Charles Esten et Drew Starkey, pour le rôle de Topper, richissime ennemi de la bande, dans la série Outer Banks, créée par Shannon Burke, Josh Pate et Jonas Pate. La série est diffusée depuis le 15 avril 2020 sur Netflix.

## Filmographie

### Cinéma

#### Longs métrages
- 2023 : Beautiful Disaster de Roger Kumble : Shepley Maddox

Prochainement
- One Fast Move de Kelly Blatz

### Télévision

#### Séries télévisées
- 2011 : Tatami Academy (Kickin' It) : Ricky Weaver (saison 1, épisode 8 : Ricky Weaver)
- 2012 : Hôpital général (General Hospital) : Bodhi (non crédité)
- 2012 : Section Genius (A.N.T. Farm) : Hollande (saison 2, épisode 13 : Mutant Farm II)
- 2013 : See Dad Run : Dean (saison 1, épisode 16 : See Dad Play Hard to Get)
- 2014-2015 : C'est pas moi (I Didn't Do It) : Logan Watson (rôle principal ; 39 épisodes)
- 2015 : Jessie : Logan Watson (apparition spéciale ; saison 4, épisode 18 : The Ghostest with the Mostest)
- 2018 : All Night : Oz (rôle principal ; 4 épisodes)
- 2020 : Outer Banks : Topper (rôle principal ; 10 épisodes)